# Albi di Dylan Dog (1993)
Albi del fumetto Dylan Dog pubblicati nel 1993.
| Nr. | Titolo                      | Mese di pubblicazione | Soggetto            | Sceneggiatura       | Disegni              | Copertina    |
| --- | --------------------------- | --------------------- | ------------------- | ------------------- | -------------------- | ------------ |
| 76  | Maledizione nera            | gennaio               | Tiziano Sclavi      | Tiziano Sclavi      | Ferdinando Tacconi   | Angelo Stano |
| 77  | L'ultimo uomo sulla Terra   | febbraio              | Tiziano Sclavi      | Tiziano Sclavi      | Corrado Roi          | Angelo Stano |
| 77  | Incubus                     | febbraio              | Tiziano Sclavi      | Tiziano Sclavi      | Luigi Piccatto       | Angelo Stano |
| 78  | I killer venuti dal buio    | marzo                 | Claudio Chiaverotti | Claudio Chiaverotti | Luigi Siniscalchi    | Angelo Stano |
| 79  | La Fata del Male            | aprile                | Claudio Chiaverotti | Claudio Chiaverotti | Roberto Rinaldi      | Angelo Stano |
| 80  | Il cervello di Killex       | maggio                | Tiziano Sclavi      | Tiziano Sclavi      | Giampiero Casertano  | Angelo Stano |
| 81  | Johnny Freak                | giugno                | Mauro Marcheselli   | Tiziano Sclavi      | Andrea Venturi       | Angelo Stano |
| 82  | Lontano dalla luce          | luglio                | Claudio Chiaverotti | Claudio Chiaverotti | Pietro Dall'Agnol    | Angelo Stano |
| 83  | Doktor Terror               | agosto                | Tiziano Sclavi      | Tiziano Sclavi      | Gianluigi Coppola    | Angelo Stano |
| 84  | Zed                         | settembre             | Tiziano Sclavi      | Tiziano Sclavi      | Bruno Brindisi       | Angelo Stano |
| 85  | Fantasmi                    | ottobre               | Claudio Chiaverotti | Claudio Chiaverotti | Luigi Siniscalchi    | Angelo Stano |
| 86  | Storia di un povero diavolo | novembre              | Luigi Mignacco      | Luigi Mignacco      | Montanari & Grassani | Angelo Stano |
| 87  | Feste di sangue             | dicembre              | Claudio Chiaverotti | Claudio Chiaverotti | Roberto Rinaldi      | Angelo Stano |

## Maledizione nera
Kirk Bowers è ossessionato dai sensi di colpa: da quando la sua macchina ha investito (senza soccorrerlo) il figlio piccolo di Jamais Nonplus nei quartieri bassi di Londra, sembra susseguirsi una disgrazia dietro l'altra. Dylan Dog, assunto dalla moglie, indagherà sul caso e scoprirà quanto possa essere pericoloso mettersi contro un sacerdote voodoo che cerca una giustizia negatagli dal razzismo dilagante.

## L'ultimo uomo sulla Terra/Incubus
L'Ultimo Uomo Sulla Terra: Una mattina come tante, Dylan Dog si sveglia in casa sua e trova di fronte a sé uno spettacolo di desolazione: non c'è corrente, tutto è fermo, molti palazzi sono crollati e non c'è traccia di anima viva. Inoltre, scopre di essere finito nel futuro, nell'anno 2560. La risposta a tutto questo ce l'ha la giovane Opal, incontrata a Inverary un paio di anni prima, che gli rivela un'agghiacciante verità: la popolazione di Londra (a parte gli abitanti della Zona del Crepuscolo) è stata decimata da un "super-raffreddore", che Dylan non ha preso perché diventato eterno durante il processo di mesmerizzazione subito a Inverary.
L'episodio è un omaggio a L'ombra dello scorpione di Stephen King.

Incubus: Lo scultore Val Finn era un artista fallito fino a che non conobbe una tassista, Truth. Dopo essersi sposato, la sua vita è cambiata. E se fosse anche merito della sua ultima creazione, Incubus, una statua che nessuno deve vedere perché porta il peso di una vita che Val voleva gettarsi alle spalle?
L'episodio è apertamente ispirato a una delle storie contenute nel film antologico del 1990 I Delitti del Gatto Nero.
- Si tratta di un albo di 112 pagine, invece delle canoniche 98, ed è l'unico della serie regolare a contenere due storie complete.

## I killer venuti dal buio
La giovane Jessy è a Londra con l'intento di sfondare nel mondo della moda. Però l'unica cosa che riesce a sfondare è un muro molle, che urta dopo l'incontro con tre strani tizi vestiti con scuri mantelli ottocenteschi ed altrettanti occhiali e armati di bastoni da passeggio con lama retrattile. Che cominciano a seminare morte e distruzione in una Londra che non è la loro. E Dylan Dog scoprirà quanto fragile è il confine fra psiche umana e realtà.

## La Fata del Male
In un villaggio dell'Irlanda vive una ragazza dal nome stravagante: 'Banshee', come le fate malvagie della mitologia irlandese. Dylan Dog è stato ingaggiato da Banshee perché l'aiuti a risolvere l'orrore di tante morti terribili che la perseguitano da quando è piccola. Scoprirà che il segreto della ragazza risale al giorno stesso della sua nascita; ma anche questo non permetterà alla ragazza di salvarsi.

## Il cervello di Killex
Il dottor Killex era un abile scienziato che studiava le meraviglie della mente umana. Fino al giorno in cui venne processato e rinchiuso per cannibalismo. Ma se qualcosa di lui fosse sopravvissuto? Chi è che ha ripreso a compiere i suoi efferati delitti, con il mostro in cella? Forse la sua avvocatessa nonché fidanzata di Dylan Dog, Joy Freeman, sa le risposte.
- L'albo avrà un seguito col numero 129 Il ritorno di Killex del 1997.

## Johnny Freak
Una sera Dylan incontra per caso un ragazzo sordomuto orribilmente mutilato: privo di entrambe le gambe, alcuni organi interni risultano asportati in maniera perfetta. Dopo diverse indagini, Dylan Dog scopre che il ragazzo, che ha chiamato nel frattempo Johnny e che è dotato di un grandissimo talento per la pittura e per la musica, è stato ridotto in quello stato dal suo patrigno, un chirurgo che lo ha utilizzato dalla nascita come "riserva" di organi per il figlio maggiore Dougal, un sadico affetto da una rarissima malattia che ne erode gli organi.
Dopo una colluttazione con quest'ultimo, nel tentativo di salvare Dylan Johnny viene colpito da una pallottola ed è in fin vita. Dopo l'ennesima crisi, anche Dougal sta morendo, solo un trapianto cardiaco potrebbe salvarlo. Johnny, ormai conscio della sua imminente fine, in un gesto di estremo altruismo, annuncia la propria volontà di donare il suo cuore al fratello aguzzino.
- Curiosità: Johnny Freak venne eletta dai lettori della rivista Fumo di china "Miglior Storia A Fumetti dell'Anno 1993".
- Nello speciale numero 15 "La Scelta" vengono visti delle versioni alternative della storia: in una Dylan, per evitare che Johnny dia il cuore a Dougal, mente al dottore dicendo che Johnny "voleva essere seppellito nel cimitero dei freaks". Di conseguenza, Dougal muore d'infarto e quindi non può più mettere in atto la sua vendetta. Come effetto contrario, Dylan smette di essere un indagatore dell'Incubo, licenzia Groucho, cambia macchina e diventa un detective privato che scatta foto di mariti fedifraghi; in un'altra versione, che mostra una Londra con un Dylan mai nato, si vede Dougal che chiede a Dora di sposarlo. Dora, incerta, non sa cosa dire. Dougal le dice, scherzando, di non spezzarle il cuore "visto che è nuovo di zecca", il che fa capire che il padre Fredric Arkham abbia ucciso Johnny estraendogli il cuore sano per trapiantarlo al figlio prediletto.
- La storia avrà un seguito, Il Cuore di Johnny, nel 1997.

## Lontano dalla luce
"Lontano dalla luce è l'ineffabile splendore". Queste sono le parole incise nella pietra in una grotta dedicata a Samhain, il dio celtico della morte. Quella grotta millenaria è stata riaperta per volere del professor Jonathan Pleasance e di sua moglie Rebecca. Ma una volta riaperta, una serie di omicidi cominciano a serpeggiare tra la squadra di archeologi. Saranno forse le creature del buio di Samhain che vogliono punire chi ha violato le sacre grotte? Dylan Dog, chiamato per indagare, scoprirà che non c'è molta differenza tra le creature del buio e i cosiddetti "uomini della luce".
- Curiosità: Samhain viene presentato come il dio celtico della morte, mentre invece è la ricorrenza nota come Capodanno Celtico.

## Doktor Terror
Si pensava fossero ricordi di un passato ormai sepolto con tutto quell'orrore che portò la prima metà del Novecento. Invece sono ancora qui. Vivi e vegeti. E camminano tra noi. Mentre eserciti di naziskin terrorizzano Londra, la giovane Anja Malenski, inglese di origine ebrea, si rivolge a Dylan Dog perché da un po' di tempo vive strani e terribili incubi dove si trova deportata in un lager nazista come un povero topo intrappolato. E negli incubi, viene scelta per essere operata da un certo dottor Helmut Tod, soprannominato "Doktor Terror". Anche Ella Rosenthal, figlia del "cacciatore di nazisti" Rosenthal, è sulle tracce del dottor Tod. Entrambi scopriranno una storia di terrore e genocidio di un intero popolo, riassunta nelle poche righe di un diario e conservata nelle parole "Non dimenticate".
- Durante il primo sogno di Anja, la ragazza e gli altri ebrei sulla metropolitana cominciano ad assumere le sembianze di topolini. I naziskin e gli ufficiali nazisti invece hanno corpo umano e testa di maiale. Questa è una citazione dal Maus, di Art Spiegelman, graphic novel di quest'ultimo sulla deportazione del padre.
- In una vignetta dell'albo viene raffigurato un politico favorevole all'introduzione di leggi razziali con il volto di Umberto Bossi.
- La dottoressa Ella Rosenthan ricomparirà nell'albo 377, intitolato "Non Umano".

## Zed
Un uomo di nome Scout porta gente comune verso una sorta di Shangri-La di un mondo parallelo che si nasconde dietro un muro di Londra. Questo mondo ha un nome, "Zed". Dylan Dog, dopo essere stato lasciato durante la notte dalla sua fidanzata Mac, che scopre essere un'attivista dell'IRA, viene incarcerato come presunto complice e, tramite una serie di eventi (tra cui anche l'aiuto di Hamlin) riesce a scoprire che Mac vuole cominciare una nuova vita su Zed e cerca di riportarla alla realtà.
- Quando Dylan scopre che la sua fidanzata Mac è un'attivista dell'IRA, esclama: "Joey MacFarris...la mia Mac...una guerrigliera dell'IRA?". Nelle ristampe successive la frase è stata cambiata, diventando: "Joey MacFarris...la mia Mac...una guerrigliera dell'IRA come Lillie?" essendo la ristampa stata pubblicata subito dopo il numero 121 Finché morte non vi separi, numero in cui fa la comparsa Lillie.
- Il personaggio Scout ha le sembianze dell'attore Christopher Lambert.
- L'idea di una "guida" che riceve i clienti in un bar per scortarli in una zona misteriosa sembra ricalcare il film Stalker.

## Fantasmi
Cinque ragazzi, durante una seduta spiritica organizzata per noia, evocano lo spirito di un pericoloso assassino che comincia a vendicarsi di averlo disturbato dal suo sonno. Dylan Dog indaga su queste morti assurde, aiutato anche stavolta dalla fedele Madame Trelkovskj.

## Storia di un povero diavolo
Un giorno come tanti, nella stazione di Londra. Se non fosse che un giovane ragazzo italiano, Luca Zarri, di Corvirate in provincia di Como, impazzisce e inizia a sbranare a morsi chi gli capita a tiro. È l'inizio di una strana epidemia, che si pensa sia opera del Diavolo in persona... o forse di una casa farmaceutica che vuole aumentare i propri profitti? È quello che tenta di scoprire Dylan Dog, aiutato da due uomini di opposte fazioni: un "povero diavolo" e un prete cattolico.

## Feste di sangue
È un Natale come tanti a Westminster: i barboni sono affamati e infreddoliti e c'è una vecchietta che li odia a morte. Al punto di chiedere a Babbo Natale di ucciderli tutti. E come per incanto, il desiderio della vecchia viene avverato: i barboni impazziscono, tramutandosi in creature mostruose e poi morendo tornando normali. Julius Lang, però, non crede alle magie e alle superstizioni e si rivolge a Dylan Dog. E se avesse ragione? E se non c'entrasse nulla la magia, ma piuttosto degli esperimenti di genetica?